# Marco Aurelio Severino

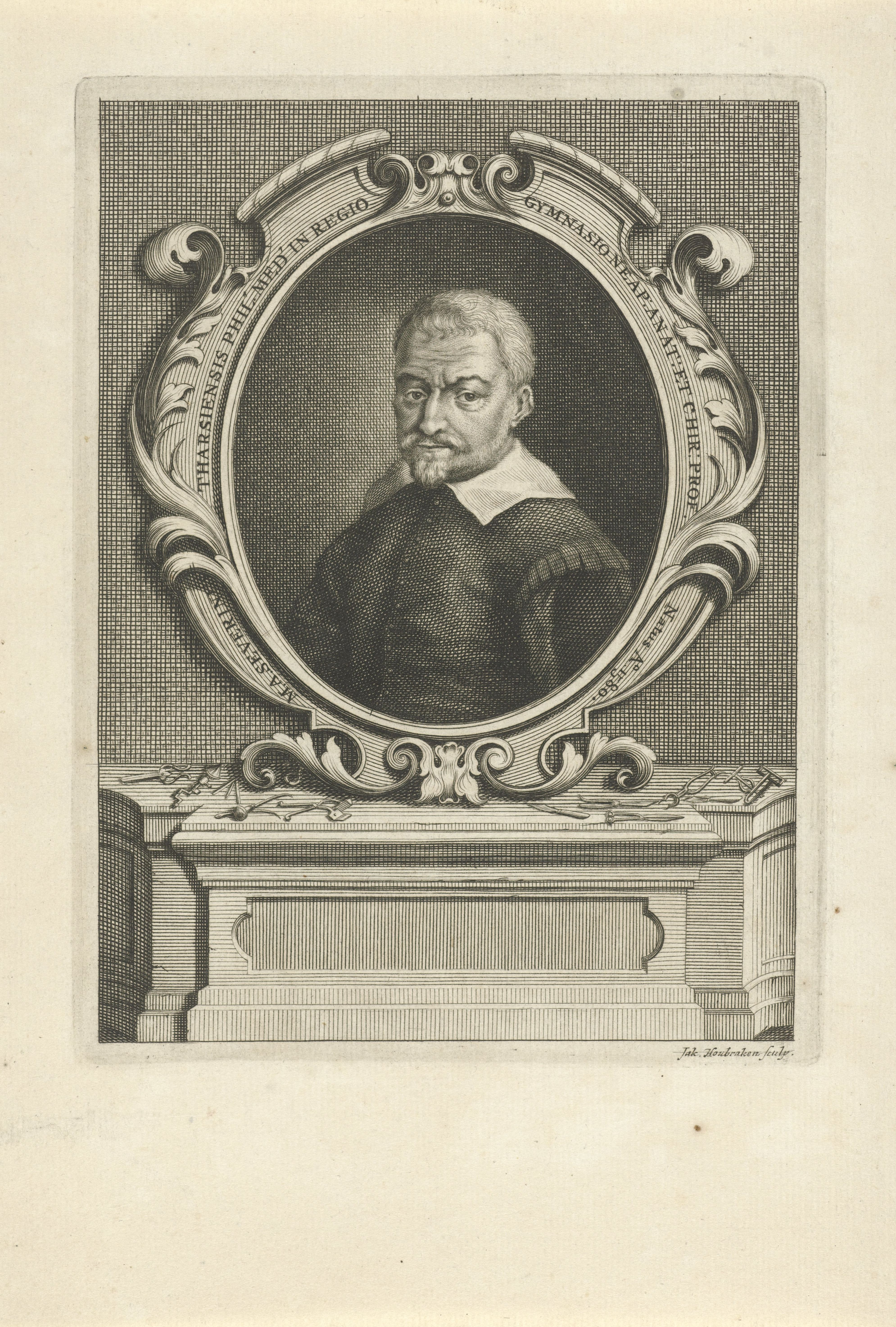
Marco Aurelio Severino, Druck um 1723

Marco Aurelio Severino, auch Marcaurelio Severino, latinisiert Marcus Aurelius Severinus (* 2. November 1580 in Tarsia/Kalabrien; † 15. Juli 1656 in Neapel) war ein italienischer Anatom und Chirurg.

## Leben
Severino war in Cosenza Student der Rechtswissenschaften, dann studierte er Philosophie und Medizin in Neapel und Salerno, wo er 1606 an der „Universität“ Salerno promoviert wurde. Zu seinen Schülern gehörte Thomas Bartholin, der 1661 in De nivis usu medico […] über ein bei Severino kennengelerntes Kälteanästhesieverfahren mit Eis und Schnee berichtete. Ab 1610 war er Professor für Anatomie und Chirurgie in Neapel sowie Oberarzt am Incurabili-Krankenhaus. In Neapel starb er 1656 an der Pest.

## Schriften
- De recondita abscessuum natura lib. VIII, Neapel 1632. (Digitalisat)
- Vipera pythia, id est, de viperae natura, veneno et medicina, demonstrat. et observationes. Padua 1643
- Zootomia Democritea, id est, anatome generalis totius animantium opificii. 1645, Textarchiv – Internet Archive.
- De efficaci medicina libri III. Qua Herculea quasi manu, ferri ignisque viribus armata, cuncta, sive externa sive interna […]. Beyer, Frankfurt am Main 1646 (Digitalisat)
- Trimembris chirurgia, 1653.